# Distretto di Jiangbei (Chongqing)
Il distretto di Jiangbei (cinese semplificato: 江北区; cinese tradizionale: 江北區; mandarino pinyin: Jiāngběi Qū) è un distretto di Chongqing. Ha una superficie di 221,28 km² e una popolazione di 500.000 abitanti al 2006.